# Srebrna krila
Srebrna krila är en kroatisk poprockgrupp från Zagreb. Bandet åtnjuter popularitet i hela det forna Jugoslavien. Gruppen bildades 1978 och upplöstes 2000 då bandets ledare Mustafa Ismailovski avled. Sedan 2012 är gruppen aktiv igen.
Srebrna krila deltog flera gånger i Jugoslaviens uttagning till Eurovision Song Contest. Första gången var 1981 då de kom på 3:e plats med bidraget Kulminacija. De deltog igen 1984 och kom pådelad 4:e plats med Julija i Romeo. De tog hem vinsten 1988 med bidraget Mangup och fick representera Jugoslavien i Eurovision Song Contest i Dublin samma år. Där kom de på 6:e plats med 87 poäng.
De deltog även i den kroatiska uttagningen 1995 med bidraget Ljubav je za ljude sve och kom på 7:e plats. De deltog igen året därpå med bidraget Divno je znati da netko te voli och kom på 9:e plats.

## Medlemmar
- Vlado Kalember (1978-1986) – Sång, bas
- Dado Jelavić (1978-1981) – Gitarr
- Adi Karaselimović (1978-1981) – Trummor
- Duško Mandić (1978-1984) – Gitarr
- Mustafa "Muc" Ismailovski (1979-2000) – Klaviatur
- Slavko Pintarić (1981-2000) – Trummor
- Lidija Asanović (1988-1989) – Sång
- Vlatka Pokos (1989-1994) – Sång
- Vlatka Grakalić (1994-2000) – Sång
- Barbara Vujević (1994-2000) – Sång

## Diskografi
- Srebrna Krila (1979)
- Ja sam samo jedan od mnogih sa gitarom (1980)
- Sreo sam ljubav iz prve pjesme (1980)
- Ša-la-la (1981)
- Julija i Romeo (1982)
- Zadnja ploča (1982)
- Djevuška (1983)
- Uspomene (1984)
- 30 u hladu (1986)
- Mangup (1988)
- Poleti golubice (1988)
- Ljubav je za ljude sve (maxi single) (1995)
- Tamo gdje ljubav stanuje (1996)
- Nebo vidi, nebo zna (1998)
- Mega hitova Srebrnih krila (1998)
- Zlatna kolekcija (2001)
- Platinum Collection (2006)
- Srebrna krila 2012 (2012)